# Patrick Palmer
Patrick Palmer – angielski bokser, złoty medalista Mistrzostw Europy z roku 1934.
W kwietniu 1934 został brązowym medalistą Mistrzostw Europy 1934 w kategorii muszej. W ćwierćfinale pokonał na punkty reprezentanta Włoch Enrico Urbinatiego. W półfinale wyeliminował reprezentanta Polski Szapsela Rotholca, a w finale Frigyesa Kubinyia, wygrywając przez dyskwalifikację. Łącznie reprezentacja Anglii zdobyła pięć medali na Mistrzostwach Europy, w tym dwa złote. W tym samym roku zdobył złoty medal na Igrzyskach Imperium Brytyjskiego w Londynie.